# Mariana Câmpeanu
Mariana Câmpeanu (n. 1 mai 1948, satul Balaci, județul Teleorman) este o economistă, statisticiană și politiciană liberală română, care a îndeplinit funcția de ministru al Muncii, familiei și egalității de șanse în Guvernul Tăriceanu, începând cu data de 25 septembrie 2008. La data de 7 mai 2012 a devenit din nou ministrul Muncii în Guvernul Victor Ponta. În decembrie 2012 a fost aleasă în funcția de senator într-un colegiu uninominal din Hunedoara, continuându-și activitatea de ministru în al doilea guvern Victor Ponta, la Ministerul Muncii, Familiei, Protecției Sociale și Persoanelor Vârstnice.

## Biografie
Mariana Câmpeanu s-a născut la data de 1 mai 1948, în satul Balaci din județul Teleorman . A urmat studii universitare la Facultatea de contabilitate și cibernetică economică din cadrul Academiei de Studii Economice din București (1968–1971).  
După absolvirea facultății, a lucrat ca economist statistician la Direcția Județeană de Statistică Ilfov (9 august 1971 - 10 mai 1973), apoi ca economist la Direcția Centrală de Statistică București (10 mai 1973 - 1 iunie 1984). Este promovată apoi, la 1 iunie 1984, ca șef de serviciu la Comisia Națională pentru Statistică, având ca atribuție coordonarea următoarelor domenii de activitate: indicatori infra-anuali; conturi naționale; sinteza economică.
Mariana Câmpeanu este membră a Partidului Național Liberal din 1997. 
La data de 1 februarie 1998 este numită în funcția de director general al Direcției de Muncă și Protecție Socială Ilfov unde, timp de trei ani, a coordonat următoarele domenii de activitate: asistență socială; relații de muncă; pensii; ocupare și formare forță de muncă; colectare, îndrumare, control contribuții sociale. După exact trei ani, la 1 februarie 2001, Mariana Câmpeanu a fost transferată ca director executiv la Casa Județeană de Pensii Ilfov, conducând activitatea acestei instituții până la 1 aprilie 2007. S-a ocupat de organizarea înregistrării și asigurării evidenței contribuabililor și încheierea contractelor de asigurare socială, asigurarea evidenței contribuțiilor de asigurări sociale, stabilirea cuantumului drepturilor de asigurări sociale individuale, a indemnizațiilor și altor drepturi prevăzute în legi speciale, finanțate de la bugetul de stat, stabilirea măsurilor pentru emiterea deciziilor de recuperare a drepturilor bănești încasate necuvenit și urmărirea recuperării acestora, elaborarea, implementarea și actualizarea strategiilor și politicilor globale și pe domenii, la nivelul Casei teritoriale de pensii etc.
La data de 15 mai 2007, Mariana Câmpeanu a fost numită în funcția de președinte al Casei Naționale de Pensii și alte drepturi de asigurări sociale (C.N.P.A.S.), cu rang de secretar de stat, coordonând în această calitate sistemul public de pensii și alte drepturi de asigurări sociale, precum și a sistemului de asigurare pentru accidente de muncă și boli profesionale. 
Mariana Câmpeanu și-a continuat pregătirea profesională, urmând cursuri de specializare în Managementul resurselor umane în Administrația Publică (17-21 martie 2003), Managementul protecției sociale (3-9 august 2003), Managementul instituțiilor de asigurări sociale (15-21 august 2008) și Administrația publică pentru funcționarii publici de conducere (2004-2005), toate acestea fiind organizate de Institutul Național de Administrație. A participat la seminarii în străinătate pe următoarele teme: „Reflectarea tranzacțiilor financiare în Sistemul Conturilor Naționale” (Milano); Analiza statistico-economică a unităților industriale (Paris); Perfecționare în domeniul indicatorilor infra-anuali (Lisabona); Perfecționare în anchete de conjunctură și previziuni macro-economice, pe termen scurt și mediu (Paris); Stagiu de informare privind sistemul de asistență socială comunitar (Anglia, Irlanda, Spania) și Stagiu de informare privind sistemul public de pensii (Suedia). 
La data de 25 septembrie 2008, Mariana Câmpeanu a fost numită în funcția de Ministru al Muncii, Familiei și Egalității de Șanse, în locul lui Paul Păcuraru, care a demisionat ca urmare a începerii urmării penale de către DNA. După nominalizarea sa pentru postul de ministru, președintele Traian Băsescu a declarat într-un interviu la radio că nu are nicio reținere să o numească pe Mariana Câmpeanu în funcție, întrucât aceasta este un "bun profesionist" .
La alegerile din noiembrie 2008, ea candidează pentru un post de deputat din partea PNL, în Colegiul 9 București. În urma decesului fostului parlamentar  Ioan Timiș, a fost aleasă aleasă deputat în Colegiul 3 Hunedoara, colegiul defunctului. A preluat mandatul la 22 decembrie 2010.
La data de 7 mai 2012 a devenit din nou ministrul Muncii în Guvernul Victor Ponta, iar la alegerile parlamentare din decembrie 2012 este ales pentru un mandat de senator în cel mai mai colegiu uninominal din țară, unde obține locul al 3- lea pe țară, cu un scor de 69,84%, adica un numar de 53.386 de voturi . 
"Am venit plină de încredere și am votat pentru o Românie puternică și prosperă, o Românie cu tineri care să nu mai plece și în care turiștii să se înghesuie. O Românie în care locurile de muncă să nu fie o problemă, copii să nu mai fie părăsiți de părinți, în care tinerii să-și urmeze cursurile universale, valorile să revină la normal. De asemenea, să renască patriotismul în România", a spus Mariana Câmpeanu in ziua votului, la Colegiul National Sportiv "Cetate", din Deva, unde si-a exprimatul dreptul de vot .
Își continuă activitatea în Guvernul Ponta 2, la Ministerul Muncii, Familiei, Protecției Sociale și Persoanelor vârstnice în calitate de ministru după formarea noului Cabinet Victor Ponta.
Mariana Câmpeanu este căsătorită, are doi fii și vorbește bine limba franceză.

## Scandalul pensiei de invaliditate
Mariana Câmpeanu a fost acuzată că pe vremea când ocupa funcția de Director al Casei de Pensii Ilfov (2005), a dat soțului său cel mai mare grad de handicap în doar două săptămâni de la depunerea dosarului de pensie. Ca urmare d-ul Câmpeanu a beneficiat de pensie de handicap de gradul unu, precum și indemnizație de insoțitor fără ca la dosar să se fi depus în clar certificate medicale care să ateste bolile de care suferea. 
Conform calculelor efectuate de către jurnaliștii de la Centrul de Investigații Media, acesta ar fi încasat din momentul acordării sumelor acordate, un total de circa 54.000 lei numai din indemnizația de însoțitor. Aceasta s-a întâmplat în condițiile în care familia d-nei Câmpeanu în luna februarie 2014 nu poate fi privită ca lipsită de venituri în condițiile în care doar fiul său Remus Câmpeanu angajat al Autoritatii de Supraveghere Financiara a încasat în ultimele două luni ale anului 2013 suma de 10822 euro ca venituri din salarii.
Ca urmare al scandalului, președintele României, Traian Băsescu a făcut apel în mod public ca d-na Mariana Câmpeanu să-și depună demisia.  Ca reacție, Mariana Câmpeanu a declarat că nu are de ce să-și dea demisia, că toată povestea nu este decât un atac politic murdar care are ca scop denigrarea ei și a familiei.